# Schweizerische Sicherheitsuntersuchungsstelle SUST
Die Schweizerische Sicherheitsuntersuchungsstelle SUST (französisch Service suisse d’enquête de sécurité SESE, italienisch Servizio d’inchiesta svizzero sulla sicurezza SISI, englisch Swiss Transportation Safety Investigation Board STSB) ist als staatliche Behörde zuständig für die unabhängige Untersuchung von Zwischenfällen in der zivilen Luftfahrt, im öffentlichen Verkehr und in der Seeschifffahrt. Sie ist als ausserparlamentarische Kommission nach den Artikeln 57a-57g des Regierungs- und Verwaltungsorganisationsgesetzes (RVOG; SR 172.010) organisiert und verfügt über einen Untersuchungsdienst.

## Auftrag
Der Auftrag der Schweizerischen Sicherheitsuntersuchungsstelle (SUST) ist es, als unabhängige Organisation Unfälle und schwere Vorfälle im öffentlichen Verkehr (Eisenbahnen, Seilbahnen, Binnenschifffahrt, Busse), in der zivilen Luftfahrt und in der Seeschifffahrt gemäss Vorgaben der Verordnung über die Sicherheitsuntersuchung von Zwischenfällen im Verkehrswesen (VSZV;  SR 742.161) zu untersuchen. Dabei werden die technischen, betrieblichen, menschlichen, organisatorischen und systemischen Ursachen und Umstände, welche zum Zwischenfall geführt haben, untersucht. Im Fokus dieser Tätigkeit steht nicht nur, die unmittelbaren Ursachen solcher Ereignisse zu finden, sondern auch, dass deren tieferliegende Gründe und weitere mit ihnen verbundene Risiken ermittelt werden. Es wird ausschliesslich das Ziel verfolgt, Erkenntnisse zu gewinnen, mit welchen in Zukunft Unfälle und Gefahrensituationen verhütet werden können und somit zur Erhöhung der Sicherheit beitragen. Es ist ausdrücklich nicht Zweck der Sicherheitsuntersuchungen der SUST, Schuld- und Haftung festzustellen.

## Organisation

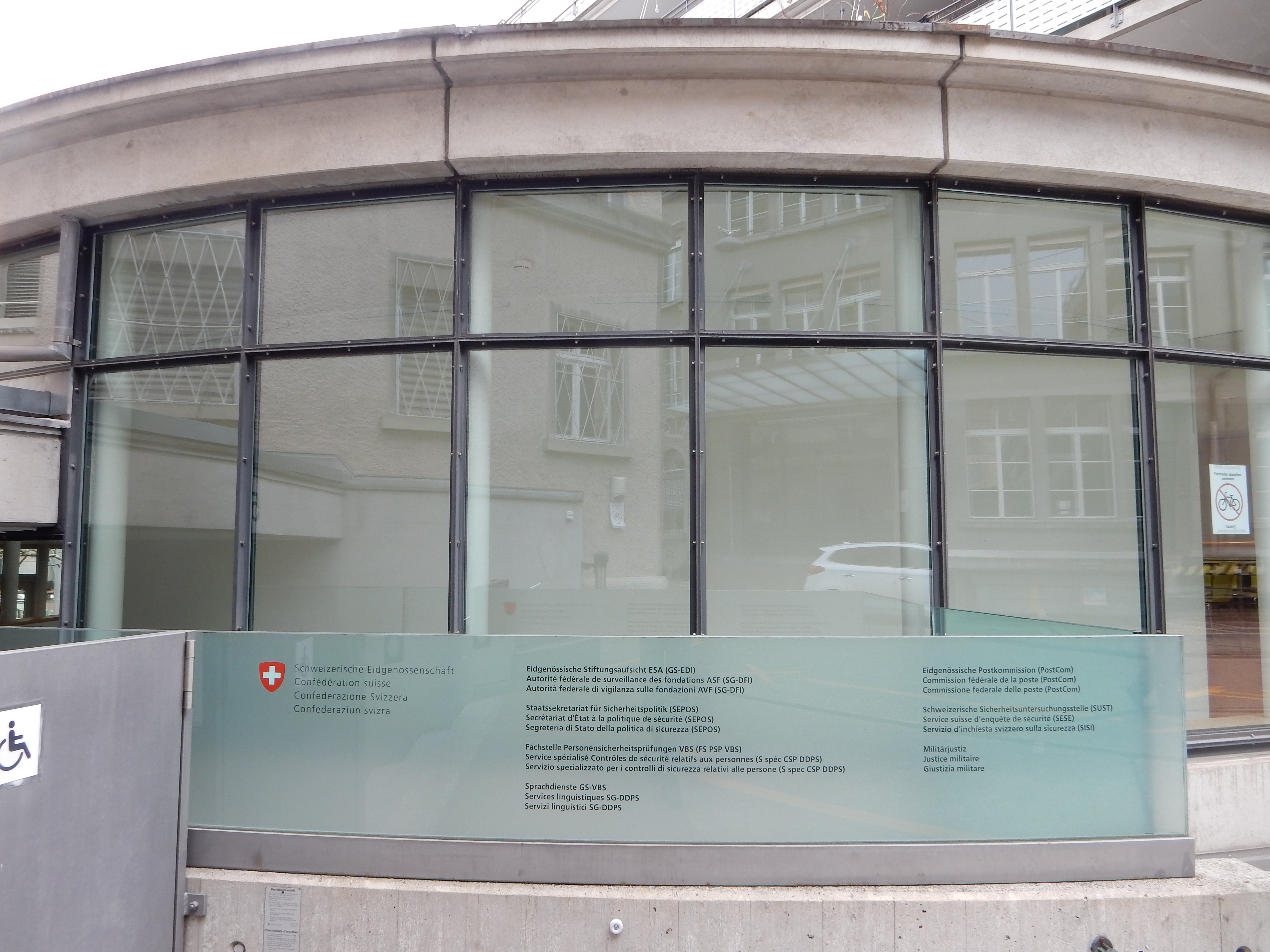
Eingang zur SUST in Bern, Monbijoustrasse 51A

Der Bundesrat ernennt die Mitglieder der ausserparlamentarischen Kommission der Schweizerischen Sicherheitsuntersuchungsstelle (SUST). Die SUST handelt als unabhängige Organisation weisungsungebunden und ist administrativ dem Eidgenössischen Departement für Umwelt, Verkehr, Energie und Kommunikation (UVEK) zugeordnet.
Der Untersuchungsdienst stellt die betriebliche Einheit der SUST dar. Er umfasst die beiden Bereiche Aviatik und Bahnen und Schiffe für die Untersuchungstätigkeiten sowie die Zentralen Dienste zur administrativen Unterstützung.

### Rechtsgrundlagen
Die Tätigkeit der SUST beruht auf folgenden rechtlichen Grundlagen:
- Bundesgesetz vom 21. Dezember 1948 über die Luftfahrt (Luftfahrtgesetz, LFG)[3]
- Eisenbahngesetz vom 20. Dezember 1957 (EBG)[4]
- Verordnung (EU) Nr. 996/2010[5]
- Sicherheitsrichtlinie (EU) 2016/798[6]
- Seeschifffahrtsgesetz[7]
- Verordnung über die Sicherheitsuntersuchung von Zwischenfällen im Verkehrswesen (VSZV)[8]

## Geschichte
Die SUST ging 2011 aus der Zusammenlegung des Büros für Flugunfalluntersuchungen (BFU) und der Untersuchungsstelle für Bahnen und Schiffe (UUS) hervor. Die Zusammenlegung der beiden Dienste hatte zum Ziel, Fachwissen in einer Organisation zu bündeln und eine «unité de doctrine» bei der Untersuchung von Zwischenfällen sicherzustellen. Per 1. Februar 2015 wurde die Schweizerische Unfalluntersuchungsstelle (SUST) in die Schweizerische Sicherheitsuntersuchungsstelle (SUST) umbenannt. Dies geschah im Zuge einer Verordnungsrevision, beziehungsweise einer Zusammenführung und Konsolidierung der drei Verordnungen, die bis anhin die Arbeit der SUST massgeblich definiert hatten.

## Ablauf der Untersuchungen
Tritt ein meldepflichtiges Ereignis nach der Verordnung über die Sicherheitsuntersuchung von Zwischenfällen im Verkehrswesen (VSZV; SR 742.161) ein, so ist dieses über die Alarmzentrale der Schweizerischen Rettungsflugwacht REGA (Telefonnummer 1414 in der Schweiz und +41 333 333 333 aus dem Ausland) an die SUST zu melden. Auf Basis der Meldung und erster Vorabklärungen entscheidet der Untersuchungsdienst, ob und in welcher Form eine Untersuchung eingeleitet wird.
Wird eine Untersuchung eingeleitet, so veröffentlicht die SUST einen Vorbericht. Die Ergebnisse und Erkenntnisse der Untersuchungshandlungen fasst die SUST in einem Schluss- oder summarischen Bericht zusammen, welcher auf ihrer Website veröffentlicht wird. Stellt die SUST während ihrer Untersuchungen Sicherheitsdefizite fest, so richtet sie Sicherheitsempfehlungen an die zuständigen Aufsichtsbehörden oder Sicherheitshinweise an die betroffenen Unternehmen und Branchen.
Die Berichte werden ausschliesslich zum Zweck der Verhütung von Unfällen beim Betrieb von Eisenbahnen, Seilbahnen und Schiffen erstellt. Die rechtliche Würdigung der Umstände und Ursachen von Unfällen ist nicht Untersuchungsgegenstand.